# Teen Titans Go! To the Movies
Teen Titans Go! To the Movies ist ein von Warner Bros. produzierter Zeichentrickfilm, der auf der gleichnamigen Zeichentrickserie basiert und dessen Handlung während der fünften Staffel spielt. In den Vereinigten Staaten kam er Juli 2018 und in Deutschland und Österreich am 16. August 2018 in die Kinos.

## Handlung
Die Teen Titans können es nicht fassen: Niemand kennt sie oder nimmt sie ernst; im Gegensatz zu allen anderen Superhelden, denen mehrere Filme gewidmet wurden. Als sie im Studio die Regisseurin Jade Wilson fragen, meint diese, sie würde höchstens einen Film mit ihnen drehen, wenn es keine anderen Superhelden auf der Welt gäbe. Zuerst sorgen die Titans auch dafür, indem sie mit Zeitreiserollern in die Vergangenheit reisen, um zu verhindern, dass die anderen DC-Figuren überhaupt zu Superhelden werden. Als sie jedoch wieder in ihrer Zeit ankommen, stellen sie fest, dass die Welt nun voll von Verbrechen ist und versuchen stattdessen, ernsthafter zu arbeiten. So stellen sie den Superschurken Slade dabei, als er einen Kristall aus einem Forschungsinstitut stehlen will. Sie schaffen es, ihm den Kristall abzujagen, doch Slade entkommt. Dennoch ist Miss Wilson so sehr von diesem Erlebnis beeindruckt, dass sie nun doch einen Film mit den Titans drehen möchte. Als die Titans einen seltsamen Apparat bemerken, den die anderen Superhelden bauen, sind sie überzeugt, dass es sich um eine Weltuntergangsmaschine handelt und wollen sie zerstören. Miss Wilson jedoch erklärt, dass es sich um einen speziellen Filmprojektor handelt und sagt zu Robin, dass sie nun einen Film drehen will, der nur von ihm handelt. Von dem Gedanken getrieben, zu Ruhm zu kommen, schlägt er die Erklärungen seiner Teammitglieder aus und sagt zu. Mit einem Trick schafft es Miss Wilson, dass Robin ihr während des Drehs den von ihm gesicherten Kristall übergibt. Dann gibt sie sich als der verkleidete Slade zu erkennen und gibt ihm seinen Plan preis: Mit diesem Kristall würde er von dem vorher genannten Filmprojektor aus Leute aus aller Welt hypnotisieren und sie seinem Willen unterwerfen. Damit fesselt er Robin und lässt ihn im Teen Titans Tower zurück, in dem er einen Sprengsatz gelegt hat. Zwar schafft es Robin, sich zu befreien, kann aber nicht die Zerstörung des Towers verhindern. Nun überzeugt, was er zu tun hat, versammelt er seine Teamkameraden wieder um sich und enttarnt Slade bei der Premiere des Films, bei dem alle anderen DC-Superhelden anwesend sind. Leider kann Slade sie mit dem Hypnosesymbol auf dem großen Bildschirm in seine Gewalt bringen, sodass sämtliche Superhelden die Titans verfolgen. Als Robin den Kristall zerstören will, hypnotisiert Slade auch ihn, doch durch den Zuspruch seiner Freunde kommt er wieder zur Besinnung. Slade gibt jedoch nicht auf und der Filmprojektor entpuppt sich nebenbei als riesiger Kampfroboter, den er von dessen Kopf aus steuert. Doch durch die vereinte Kraft der Teen Titans können sie den Roboter und schließlich auch Slade aufhalten. Die anderen Helden, die nun von Slades Kontrolle befreit worden sind, kommen herbei und beglückwünschen die Titans.
Am Ende des Abspanns sind in einer Szene die originalen Teen Titans zu sehen.

## Synchronisation
Die deutsche Synchronfassung entstand bei Interopa Film in Berlin, nach einem Buch von Klaus Bickert. Dialogregie führte Stefan Fredrich, während Andreas Hommelsheim die musikalische Leitung übernahm.
| Figur        | Originalsprecher    | Deutscher Sprecher |
| ------------ | ------------------- | ------------------ |
| Robin        | Scott Menville      | Julien Haggége     |
| Cyborg       | Khary Payton        | Christoph Banken   |
| Starfire     | Hynden Walch        | Susanne Geier      |
| Raven        | Tara Strong         | Katja Primel       |
| Beast Boy    | Greg Cipes          | Rainer Fritzsche   |
| Balloon Man  | Greg Davies         | Tilo Schmitz       |
| Jade Wilson  | Kristen Bell        | Maria Koschny      |
| Slade        | Will Arnett         | Uve Teschner       |
| Superman     | Nicolas Cage        | Martin Keßler      |
| Batman       | Jimmy Kimmel        | Matti Klemm        |
| Flash        | Wil Wheaton         | Adam Nümm          |
| Wonder Woman | Halsey              |                    |
| Stan Lee     | Stan Lee            | Thomas Kästner     |
| Kino-Stimme  | David Kaye          | Joachim Kerzel     |
| Shia LaBeouf | James Arnold Taylor | David Turba        |

## Anspielungen
In diesem Film gibt es viele Stellen, in denen die vierte Wand durchbrochen wird. So erzählen die Superhelden, dass von ihnen schon viele Filme gedreht wurden. Green Lantern erzählt auch, dass sein Film nicht so besonders wäre. Es existiert hier auch das Warner Bros. Filmstudio, in dem die meisten der DC-Superhelden-Filme gedreht wurden. Starfire sagt auch, dass in dem Wasserturm des Studiogeländes die Animaniacs leben würden. Es werden auch einige Running Gags aus der Fernsehserie aufgegriffen, wie die Tatsache, dass Robin aus Sicht der anderen Titans „Babyhände“ hat, was ihm im Titans Tower auch das Leben rettet.
Im Film gibt es auch etliche Anspielungen auf das Marvel-Universum. So werden zu Beginn des Filmes die Titans für die Guardians of the Galaxy gehalten. Die Titans halten Slade anfangs auch für Deadpool, was dieser dadurch abstreitet, dass es ihn schon länger geben würde. Auch Marvel-Schöpfer Stan Lee hat hier einen Auftritt. Er fügt sogar in einer Szene hinzu, dass es ihm egal wäre, dass dieser Film im DC-Universum spielt.

## Vorfilm
Vor dem Film wurde ein Kurzfilm der DC Super Hero Girls namens Batsy spät als nie (Originaltitel: The Late Batsby) gezeigt, der von Lauren Faust und Jennifer Kluska produziert wurde.